# Un anno senza Babbo Natale
Un anno senza Babbo Natale (The Year Without a Santa Claus) è un film per la televisione del 2006 diretto da Ron Underwood e trasmesso in prima visione dalla NBC l'11 dicembre 2006. Il film è il remake di Un anno senza Babbo Natale del 1974.